# غريغ كوك
غريغ كوك (بالإنجليزية: Greg Cook)‏ هو لاعب كرة قدم أمريكية أمريكي، ولد في 20 نوفمبر 1946 في دايتون في الولايات المتحدة، وتوفي في 27 يناير 2012 في سينسيناتي في الولايات المتحدة بسبب ذات الرئة.

## وصلات خارجية
- غريغ كوك على موقع مرجع كرة القدم المحترفة.كوم (الإنجليزية)